# UG・宇都宮
株式会社UG・宇都宮（ユージーうつのみや、英: UG UTSUNOMIYA corporation）は、大阪府大阪市北区に本社を置く、日本の外食産業企業である。

## 概要
創業者で現社長の宇都宮俊晴が、東京で会社を設立。ゴルフ会員権の販売やモデルクラブの経営を経て、間もなくして大阪に戻り、1975年に大阪市内でミニサロンを開業する。やがて1978年に梅田地下街（現・ホワイティうめだ）に居酒屋「うつのみ屋」をオープン。大阪市内で同店舗の拡大を続ける。
1985年以降はカジュアルレストラン「ボビーズクラブ」や、無国籍創作料理レストラン「くいもんや12.6」、アジアンレストラン「ブッツトリックバー」など、若い世代に向けたファッショナブルな業態を立ち上げると共に、大阪、神戸、名古屋などに出店。関西を中心に同社の知名度を確立させると共に、1998年には東京へも進出。渋谷や新宿、池袋などの繁華街に系列店舗を次々とオープンさせると共に、福岡や札幌にも進出を果たす。
その後もネオ和食ブームに乗じて、隠れ家和食「だいぶつころころ」や、離れ和食「恋のしずく」などの業態を展開したが、2002年以降、外食産業業界全体の売り上げが低迷したことに伴い、以後は定食屋「宮本むなし」の展開が主となると共に、2007年に東京に所有していたレストラン全てを人材派遣大手グッドウィル・グループ系列で外食運営事業を手掛けるフードスコープ（2008年12月にダイヤモンドダイニングに売却。2013年3月にダイヤモンドダイニングに吸収合併）に売却。東京での事業から退くことになった。現在は主に関西・名古屋方面で店舗展開及び運営をしている。
「めしや宮本むなし」事業は、株式会社宮本むなしへ吸収分割し、2016年9月にサトレストランシステムズへ売却。

## 業態一覧
- カレーレストラン「ブルーノ」
- 隠れ家和食「りゅうぼん」
- 町家和食「京の町に恋おりる」

など

### 過去に存在した業態
- アジアンレストラン「ブッツトリックバー」
- カジュアルレストラン「ボビーズクラブ」
- カジュアルレストラン「ボビーズカフェ」
- チャイニーズレストラン「マリーニ」
- レストランバー「ゼロヤ」
- 定食屋「めしや宮本むなし」
- アジアンレストラン「エレファントカフェ」
- 離れ和食「恋のしずく」
- 隠れ家和食「あほぼん寺」
- 隠れ家和食「だいぶつころころ」
- 居酒屋「うつのみ屋」
- 無国籍創作料理レストラン「くいもんや12.6」
- チャーチレストラン「キリストンカフェ」

など